# أنتوني أ. غودمان
أنتوني أ. غودمان (بالإنجليزية: Anthony A. Goodman)‏ (11 يناير 1940)؛ جراح وروائي أمريكي.